# Прапор Линовиці
Пра́пор Лино́виці — квадратне полотнище розділене низхідною діагоналлю від верхнього древкового кута. У верхній жовтій частини зелений вирваний дуб, у другій синій три риби, що пливуть до древка, кожна нижня правіше верхньої.